# Kalenahalli, Channarayapatna
Kalenahalli là một làng thuộc tehsil Channarayapatna, huyện Hassan, bang Karnataka, Ấn Độ.